# Кавказский (Карачаево-Черкесия)
Кавка́зский — посёлок в Карачаево-Черкесии, Россия, административный центр Прикубанского района и Кавказского сельского поселения, в которое кроме посёлка Кавказский входит также посёлок Красивый.

## География

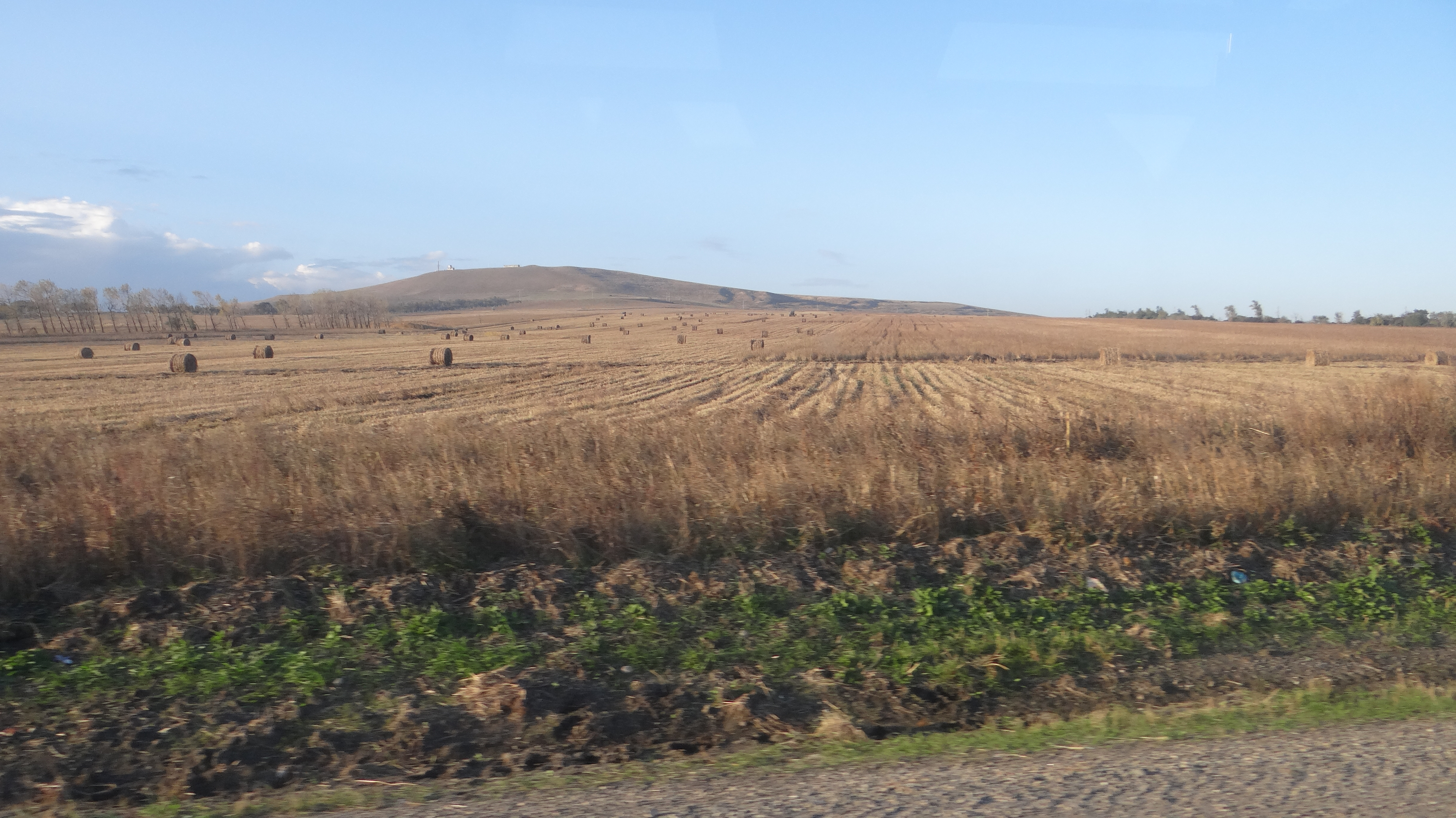
Поля в окрестностях посёлка Кавказский

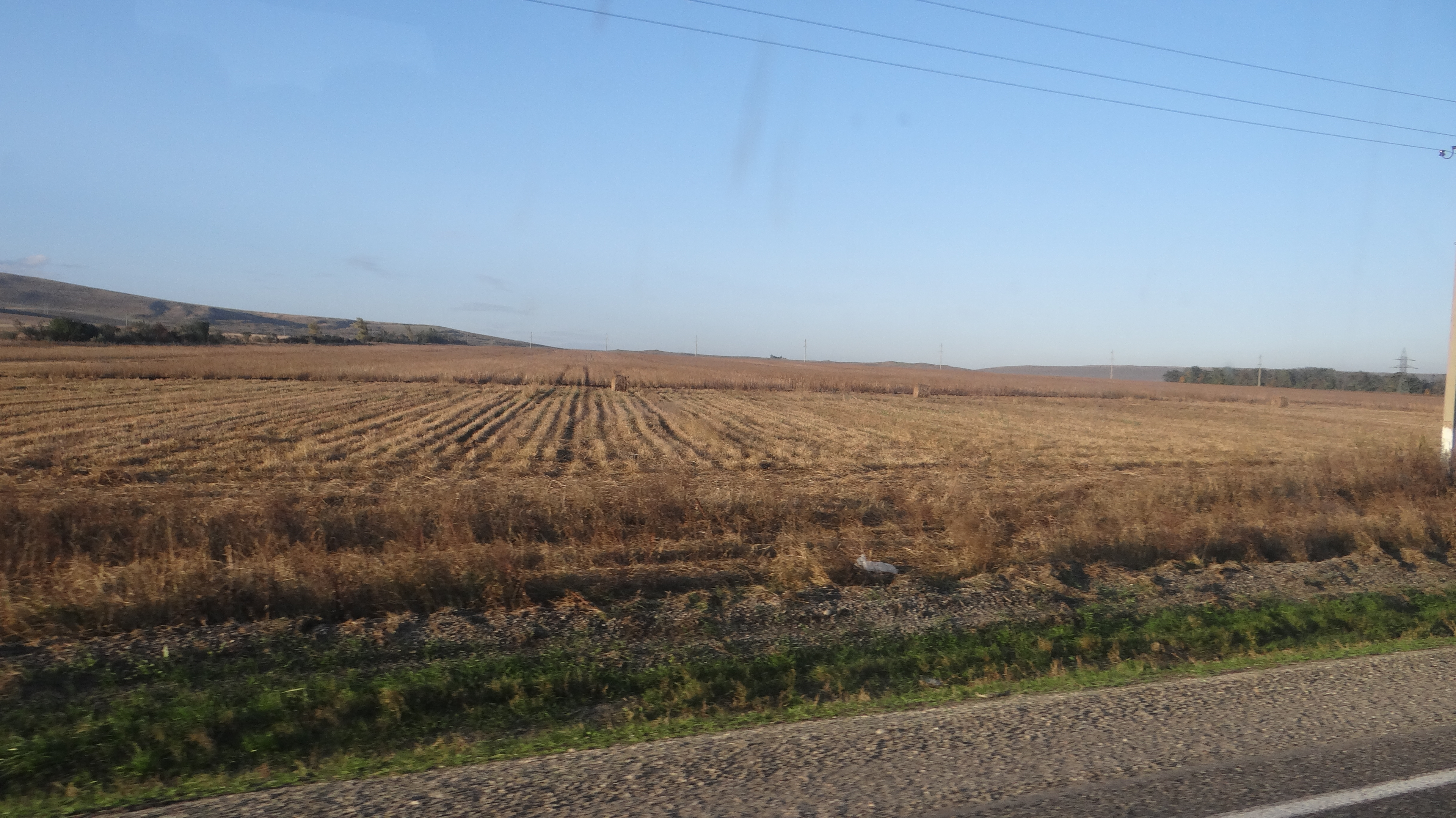
Поля в окрестностях посёлка Кавказский

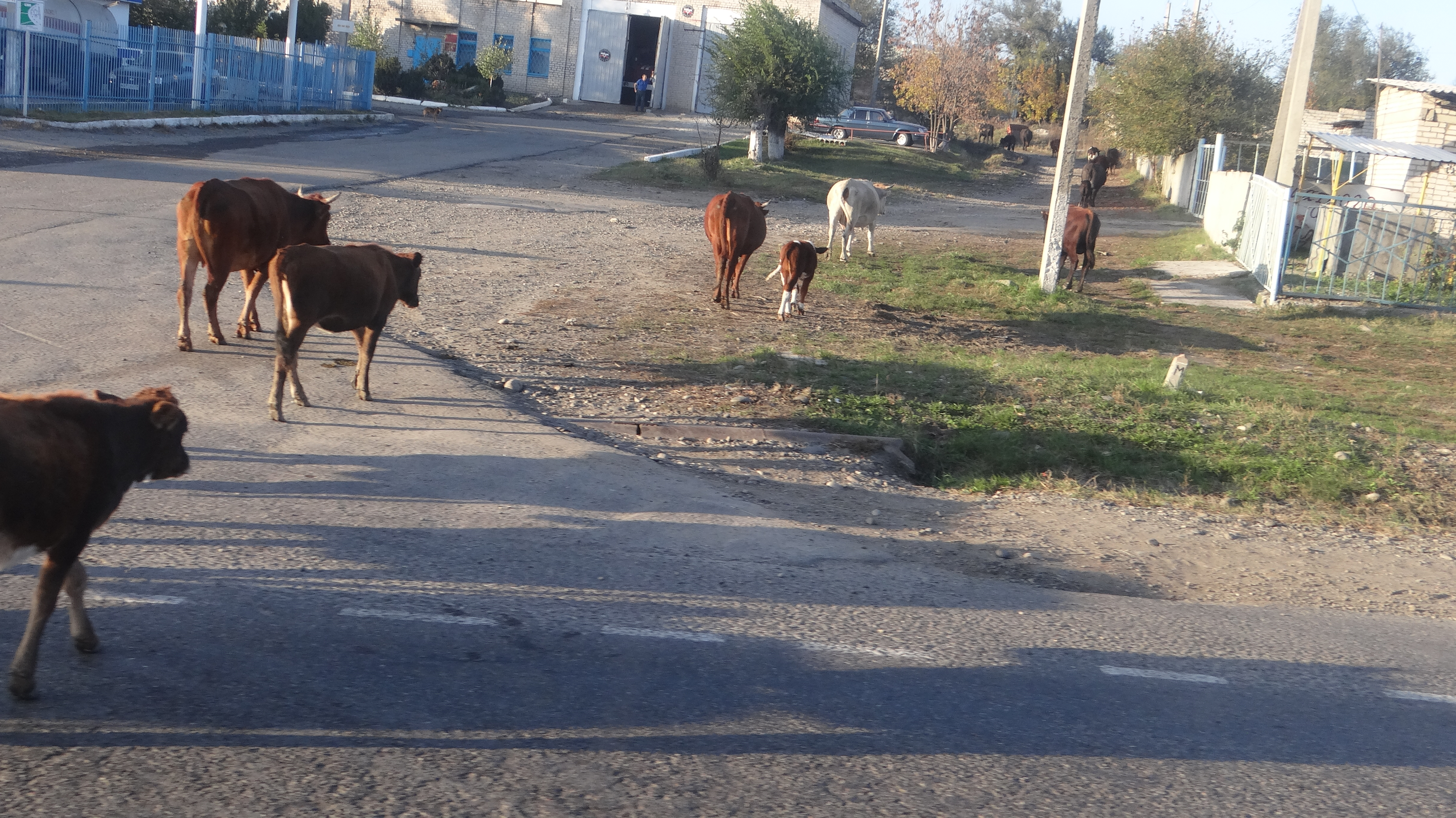
Посёлок Кавказский

Посёлок расположен в 12 км на восток от окраины Черкесска на автодороге А165 Лермонтов — Черкесск, к северу от Кубанского водохранилища. Дальше на восток на той же дороге находится посёлок Мичуринский. Юго-западнее Кавказского и западнее дамбы Кубанского водохранилища имеется солёное озеро Малое. К северу от посёлка — невысокое нагорье с господствующей над местностью высотой 866,7 м. На северном её склоне берёт начало небольшой пересыхающий ручей, впадающий затем в речку Голая (бассейн Кубани). На его берегах стоит посёлок Красивый.

## История
В 1964 году Указом Президиума ВС РСФСР посёлок Центральная усадьба совхоза «Кавказский» переименован в Кавказский.
В 1965 году на базе молокосовхоза № 30 создано учебное хозяйство — совхоз-техникум «Кавказский», который уже в 1971 году за свои успехи получил орден Трудового Красного Знамени. В соответствии с указом Президиума Верховного Совета РСФСР от 23 марта 1977 года посёлок Кавказский стал административным центром Прикубанского района. В 2000 году совхоз-техникум переименован в Карачаево-Черкесский аграрный техникум, в 2006 году постановлением Правительства РФ реорганизован в филиал Карачаево-Черкесской государственной технологической академии (впоследствии — Северо-Кавказской государственной гуманитарно-технологической академии).
В 2013 году техникум закрылся, в связи с чем обострился вопрос использования местными жителями земель совхоза. После реорганизации при согласии руководства республики бывшие работники хозяйства должны были получить свои земельные паи, до окончательного решения вопроса они арендовали бывшие земли совхоза. Однако после закрытия техникума Северо-Кавказская гуманитарно-технологическая академия распоряжается землёй единолично. В 2016 году руководство региона предложило гражданам, претендующим на земельные паи, получить их в субаренду у текущего арендатора земель академии до того, как проблема получения участков в собственность будет решена в полном объёме.

## Население
| 1979 | 1989  | 2002  | 2010  | 2021  |
| ---- | ----- | ----- | ----- | ----- |
| 2528 | ↗3771 | ↘3039 | ↘3022 | ↗3053 |

Национальный состав (2002):
- русские — 1 678 чел. (55,2 %),
- карачаевцы — 947 чел. (31,2 %),
- черкесы — 86 чел. (2,8 %),
- абазины — 77 чел. (2,5 %),
- украинцы — 34 чел. (1,1 %),

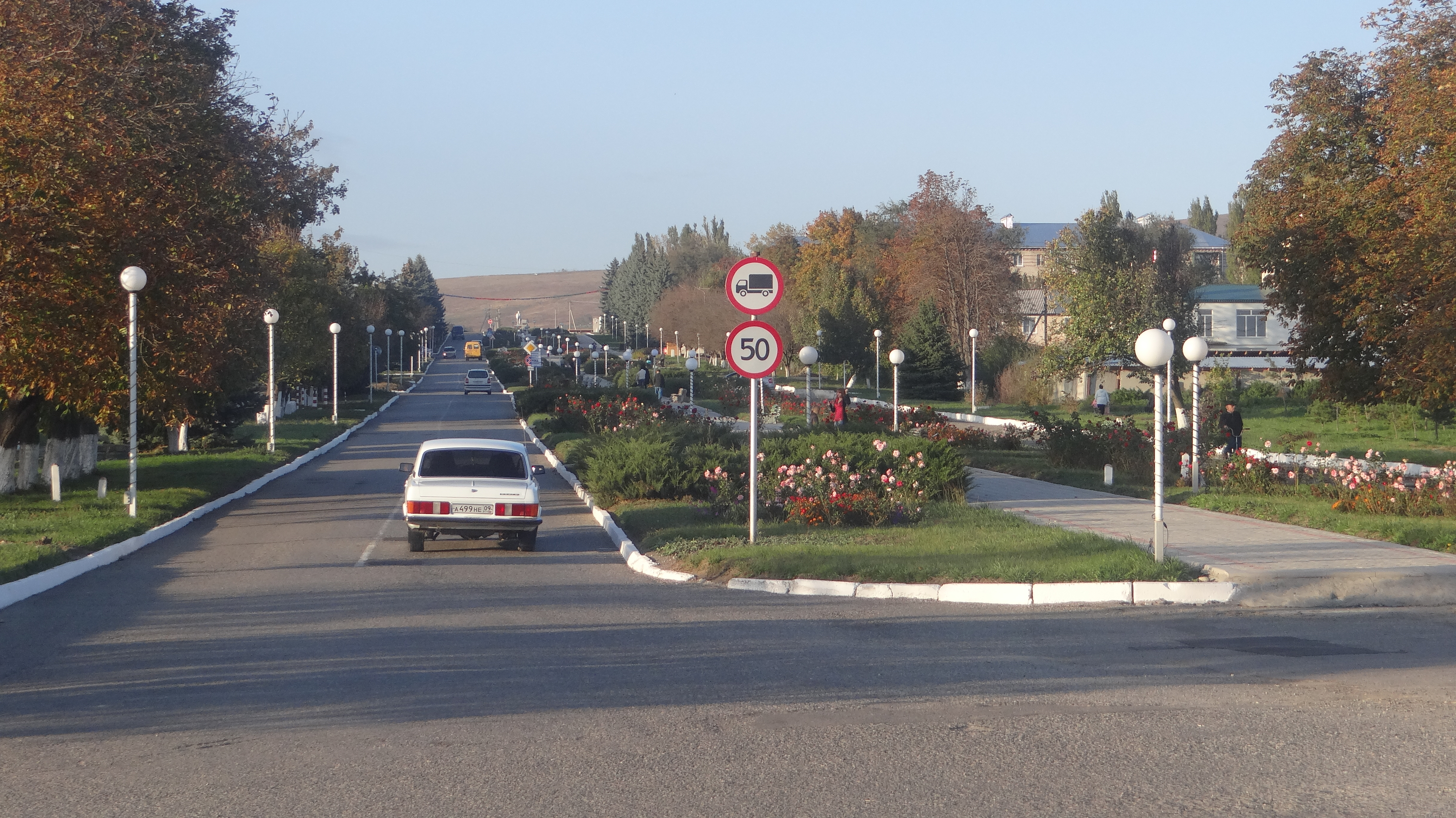
Главная улица посёлка — проспект Ленина

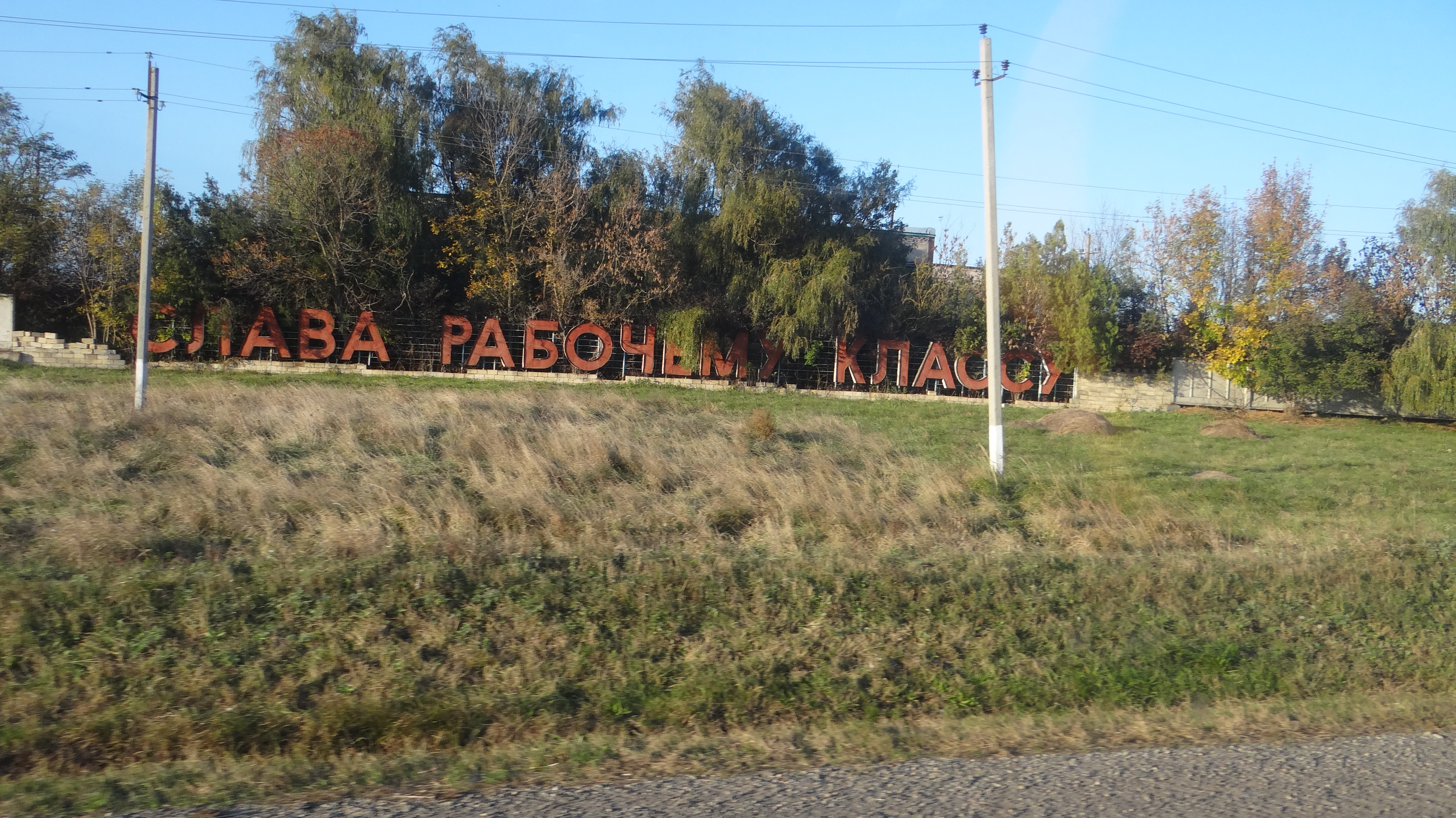
«Слава рабочему классу». На окраине посёлка

- другие национальности — 217 чел. (7,2 %).

Национальный состав (2010):
- русские — 1 514 чел. (50,10 %),
- карачаевцы — 1 134 чел. (37,52 %),
- черкесы — 85 чел. (2,81 %),
- абазины — 60 чел. (1,99 %),
- лезгины — 29 чел. (0,96 %),
- украинцы — 29 чел. (0,96 %),
- другие национальности и не указавшие — 171 чел. (5,66 %).

По данным Всероссийской переписи населения 2021 года:
| Народ               | Численность, чел. | Доля от всего населения, % |
| ------------------- | ----------------- | -------------------------- |
| карачаевцы          | 1 362             | 44,61 %                    |
| русские             | 1 339             | 43,86 %                    |
| черкесы             | 88                | 2,88 %                     |
| абазины             | 67                | 2,19 %                     |
| другие / не указано | 197               | 6,45 %                     |
| всего               | 3 053             | 100,0 %                    |

## Инфраструктура
В посёлке находятся исполнительные и законодательные органы власти Прикубанского района, администрация Кавказского сельского поселения, органы судебной власти районного и участкового уровня, органы охраны правопорядка районного уровня (прокуратура, министерство внутренних дел), отделения социальных фондов, отделения федеральных структур по району (миграционная служба, министерство по чрезвычайным ситуациям, казначейство, служба судебных приставов), территориальная избирательная комиссия, военкомат, нотариальная контора, отдел ЗАГС, органы управления коммунальными сетями (газоснабжение, теплоснабжение, электричество, связь) по Прикубанскому району, статистические и регистрационные службы (управление реестра, отдел статистики, техническая инвентаризация). Также в посёлке находятся:
- Средняя общеобразовательная школа
- Детский сад «Улыбка»
- Центр детского творчества
- Детская музыкальная школа
- Прикубанская центральная районная больница
- Прикубанская районная ветеринарная станция по борьбе с болезнями животных
- 2 аптеки
- Центральная районная библиотека
- Районный и сельский Дома культуры
- Центр культуры и досуга
- Отделение почтовой связи
- Центр занятости населения
- Многофункциональный центр государственных и муниципальных услуг
- Прикубанский филиал ДОСААФ
- Межрайонный отдел «Россельхозцентра» по контролю за ситуацией в области растениеводства[19].

## Экономика

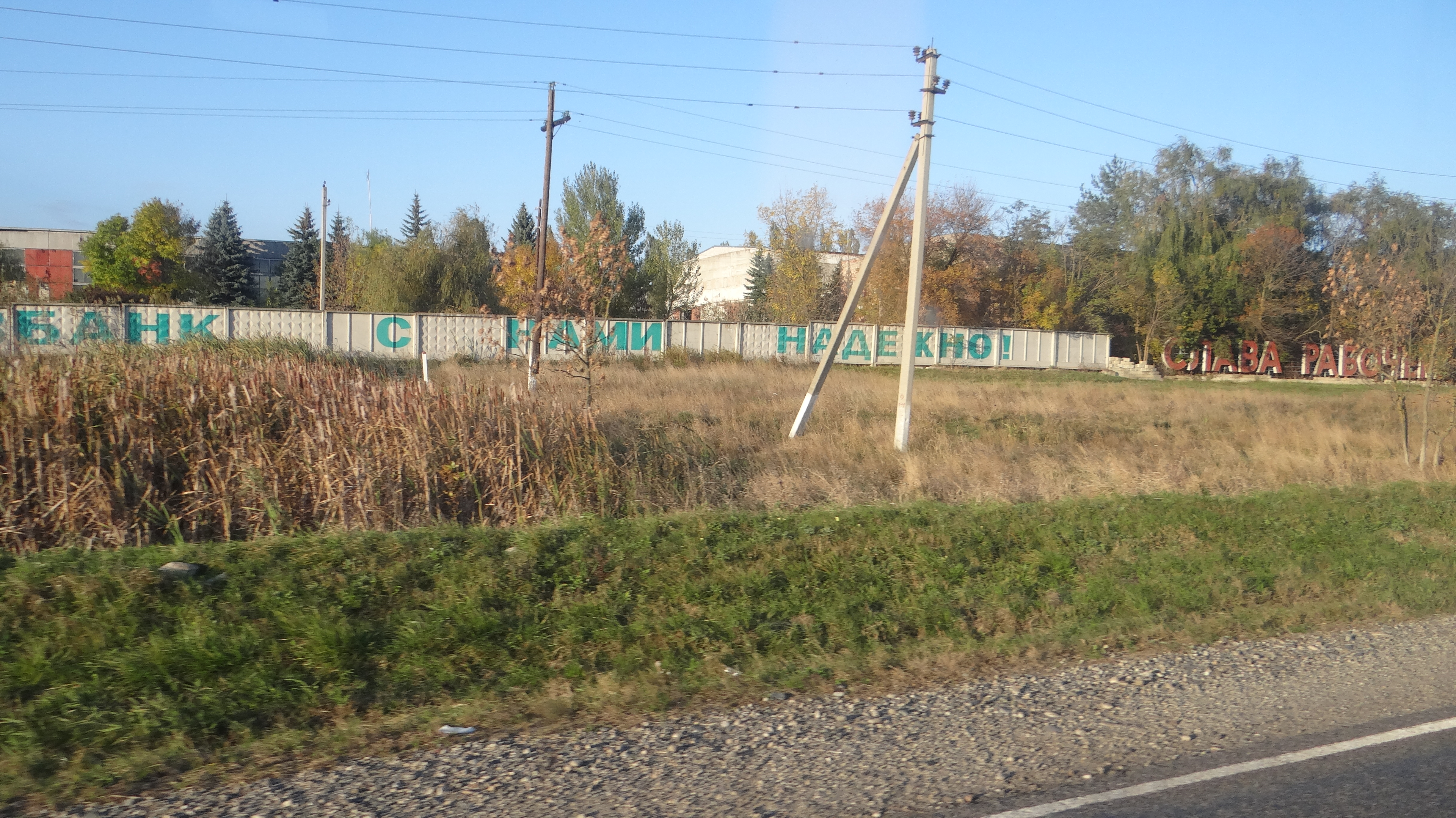
На окраине посёлка

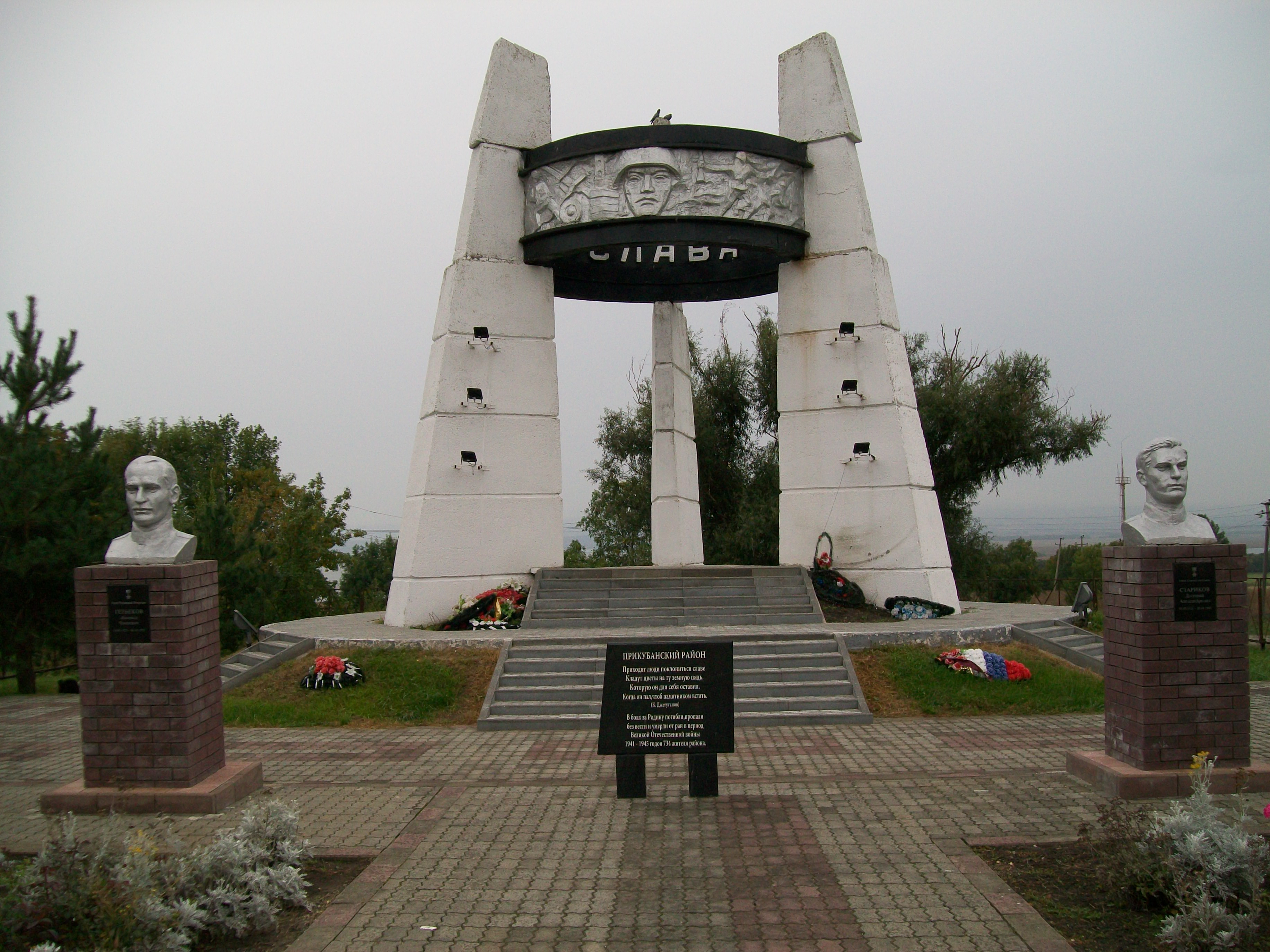
Памятник погибшим в Великой Отечественной войне

- ЗАО «Кавказ»[19] (строительство).
- ООО «Ударненское»[19] (водоснабжение, водоотведение, сбор отходов, обслуживание жилого фонда).
- Термальный курорт «Жемчужина Кавказа», открытый в 2016 году на базе термального источника в качестве альтернативы ближайшим источникам в станице Суворовской и селе Казьминском (Ставропольский край)[20].

## Религия
Русская православная церковь
- Храм святого великомученика Георгия Победоносца. Православный приход в посёлке организован в 2004 году, храм построен в 2013—2014 годах[21].

Суннитский ислам (ханафитский мазхаб)
- Мечеть[23].

## Памятники
В посёлке воздвигнут памятник солдатам Великой Отечественной войны, по обеим сторонам от которого установлены бюсты героев войны:
- Гербекова Магомета Чомаевича, Героя Российской Федерации,
- Старикова Дмитрия Александровича, Героя Советского Союза[24].

В посёлке также установлен памятник В. И. Ленину.